# NK Pohorje
Nogometni klub Pohorje (tiếng Việt: Câu lạc bộ bóng đá Pohorje), thường hay gọi NK Pohorje hoặc đơn giản Pohorje, là một câu lạc bộ bóng đá Slovenia thi đấu ở thị trấn Ruše. Câu lạc bộ được thành lập năm 1956. Đội bóng thi đấu ở Giải bóng đá hạng ba quốc gia Slovenia, hạng thứ ba trong hệ thống giải bóng đá Slovenia.

## Danh hiệu
- Giải bóng đá hạng ba quốc gia Slovenia: 2

1997-98, 2002-03